# 突乳头奥拿吸虫
突乳头奥拿吸虫（学名：Odhneria papilloprocera）为微茎科奥拿属的动物。在中国大陆，分布于广西壮族自治区北海市、广东湛江等地，营寄生生活，宿主灰鹬、白腰草鹬以及寄生在肠。